# SCADA
SCADA（Supervisory Control And Data Acquisitionの略。読み方はスキャダ）は、産業制御システムの一種であり、コンピュータによるシステム監視とプロセス制御を行う。対象プロセスは、以下のような生産工程やインフラや設備に関するものである。
- 製造、生産、発電、組み立て、精錬などを含む工業プロセスであり、連続モード、バッチモード、反復モード、離散モードなどがある。
- 水処理、水道、排水、下水処理、石油やガスのパイプライン、送電網、大規模通信システムなどのインフラ。
- ビルディング、空港、船舶、宇宙ステーションなどの設備。空調、アクセス、エネルギー消費などを監視し制御する。

SCADAシステムは一般に次のようなサブシステムから構成される。
- ユーザインタフェース - 対象プロセスのデータを人間のオペレータに提示し、人間のオペレータがプロセスを監視し制御できるようにする機構。
- 監視制御（コンピュータ）システム - プロセス上のデータを収集し、プロセスに対してコマンドを送る。
- 遠方監視制御装置 (RTU:Remote Terminal Unit) - プロセス内に設置されたセンサと接続し、センサの信号をデジタルのデータに変換し、そのデジタルデータを監視制御システムに送る装置。
- 通信基盤 - 監視制御システムと遠方監視制御装置 (RTU) を接続する。

SCADA と分散制御システム (DCS) を混同している場合がある。一般に SCADA システムはプロセスを調整するが、実時間で制御はしない。実時間制御という話は、新たな通信技術によって高信頼な低レイテンシで高速な通信が広域で可能になるにつれて、焦点がぼやけてしまう。SCADA と分散制御システム (DCS) の違いは主に文化的なもので、ほとんど無視できる。通信基盤が発達するにつれて、両者の違いは薄れる傾向にある。

## システムの概念
SCADA という用語は一般に、1つのサイト全体や地理的に分散したシステム群を集中的に監視制御するシステムを指す。制御のほとんどは遠方監視制御装置 (RTU) またはプログラマブルロジックコントローラ (PLC) が自動的に行う。ホストの制御機能は監督的な介入や優先的なものに限られることが多い。例えば、PLCが工業プロセスにおける冷却水の流量を制御する場合、フィードバック制御ループ自体はRTUやPLCでほぼ完結している。これに対し、SCADAシステムはそれらループの状態を監視するシステムという位置づけで、具体的には、SCADAシステムによりオペレータが流量の設定値を変更出来たり、警報発生条件（不正な流量や高温）を変更出来たり、現在の状態をオペレータに対して表示し記録する機能を提供する。
データ収集はRTUやPLCのレベルで行われ、必要に応じてSCADAに送られる。SCADAでは、収集されたデータを監視室のオペレータが見て監督的決定を行えるような形にして提示する。データは普通のデータベース管理システム上に構築された履歴システムにも送られ、傾向などの分析に使われる。
SCADAシステムでは通常、「タグデータベース」と呼ばれる分散データベースを実装している。これは、「タグ」または「ポイント」と呼ばれるデータ要素を格納するものである。1つのポイントは、1つの入力信号（監視データ）または1つの出力信号（制御コマンド）に対応している。ポイントには「ハード」と「ソフト」がある。ハードポイントはシステム内の実際の入出力に対応し、ソフトポイントは他のポイント群の値を使って計算や論理で得られるものである（多くの実装では、ハードポイントもソフトポイントの一種とされており、単に1つのデータだけを使ってそのまま出力するソフトポイントになっている）。ポイントは通常、値とタイムスタンプの対で格納され、この場合のタイムスタンプは記録または計算した時刻を表している。一連の値とタイムスタンプの対によって、そのポイントの履歴が得られる。タグに付加的なメタデータを格納することも多く、対応する機器やPLCレジスタへの経路、設計時コメント、警報情報などが記述される。

## ヒューマンマシンインタフェース

SCADAの基本的なアニメーション

ヒューマンマシンインタフェース (HMI) は、人間のオペレータにプロセスのデータを提示する機構であり、また人間のオペレータがプロセスを制御する際にもそれを経由する。
HMIは通常SCADAシステムのデータベースやソフトウェアプログラムとリンクしており、傾向を見るためのデータや診断データ、保守手続きの予定などの管理情報、ロジスティック情報、特定のセンサや機械の詳細図、エキスパートシステムによるトラブルシューティングなどが提供される。
HMIはそれらの情報を操作者にグラフィカルに提示する。すなわち、制御対象のプラントの図解の形で提示される。例えば、ポンプとそれに接続されたパイプが図示され、ポンプの稼働状況やパイプの流量が表示される。オペレータはポンプを停止させることができる。パイプの流量の変化は実時間で示される。図解は機器の写真を使ったり、アニメーション化された記号を使うこともある。
SCADAシステム用HMIパッケージには、オペレータなどが図を修正できる描画プログラムが含まれることが多い。HMIの図は単純なものから、超高層ビルの全エレベータの現在位置を示すとか、鉄道の全列車の現在位置を示すといった複雑なものまで様々である。
多くのSCADA実装で最も重要な点は、警報である。警報は何らかの状態値が異常になったときに発せられる。自動車の燃料タンクが空であることを示すライトも警報の一種である。警報を発する際には、電子メールが所定の管理者に送られることもある。

## ハードウェア
SCADA は分散制御システム (DCS) と共に構成されることが多い。マスタコンピュータの関与なしで自律的に単純な論理プロセスを実行できる RTU や PLC が使われることが増えている。RTUやPLC上で動作するプログラムはIEC 61131-3で定義されている言語を使っていることが多い。C言語やFORTRANなどの手続き型言語とは異なり、IEC 61131-3はリレーによる制御回路の記述に似せてあるため、この分野の人にとっては訓練が少なくて済む利点がある。これによって、SCADAシステムの技術者はRTUやPLC上で実行されるプログラムの設計や実装も可能となっている。1998年ごろには、ほぼ全てのPLC製造企業がHMI/SCADA統合システムを提供しており、その多くがオープンな通信プロトコルを採用している。サードパーティー製のHMI/SCADAパッケージの多くは、各社の主なPLCと互換性があり、制御対象のシステムの技術者が直接HMIを設定可能になっている。

### 遠方監視制御装置 (RTU)
RTUは実際の装置と接続される。RTUはその装置から得た電気信号（スイッチやバルブの開閉状態、圧力・流量・電圧・電流などの測定値など）をデジタルの値に変換する。また、反対にデジタルなコマンドを電気信号に変換して装置に送ることで、その装置を制御する（スイッチやバルブを開閉したり、ポンプの速度を設定するなど）ことができる。
高品質のSCADA RTUは以下のような特性を持つ。
- データネットワーク機能
- データ信頼性
- データセキュリティ

### 監視制御ステーション
監視制御ステーションとは、各種装置（RTU、PLC など）と通信するソフトウェアおよびサーバと、制御室内のワークステーションなどで動作するHMIソフトウェアを総称したものである。小型のSCADAシステムでは、1台のパーソナルコンピュータで動作する。大規模なSCADAシステムでは、複数台のサーバ上で分散ソフトウェアが動作し、災害リカバリ用の別サイトも用意される。システムの保全性を高めるため、各サーバを冗長構成またはホットスタンバイ構成にし、サーバ故障時にも連続的な制御や監視が行えるようにすることが多い。
かつては、UNIXやOpenVMSが使われることが多く、Linuxなどはあまり使われなかったが、最近では主要なオペレーティングシステムがサーバにもHMIワークステーションにも利用可能となっている。

#### 運用方針
実際の運用では、制御システムの障害が多大な損失を生じることがある。場合によっては人命に関わることもある。SCADA用ハードウェアは、温度変化・振動・電圧変動などに耐性があるものが使われるが、特に信頼性を要求される場合はハードウェアや通信路を冗長化し、場合によっては制御センターそのものを複数用意する。故障した箇所は素早く特定され、その機能はバックアップハードウェアで即座に代替される。故障箇所はプロセスを止めることなく交換可能となっていることが多い。このようなシステムの信頼性は、統計的に故障までの時間で表される（平均故障間隔）。高信頼システムの平均故障間隔は、数百年のオーダーになることもある。

### 通信基盤と通信方法
SCADAシステムの通信には従来から無線やシリアル通信が使われてきたが、鉄道や発電所などの大規模なサイトではSONET / SDH上のIPやイーサネットも使われる。SCADAシステムの遠隔管理/監視機能はテレメトリと呼ばれることがある。
SCADAのデータを既存の企業内ネットワークを使って転送するとか、他のアプリケーションとネットワークを共有させるといった動きもある。しかし初期の低帯域のプロトコルも未だに使われ続けている。SCADAのプロトコルは非常にコンパクトに設計され、マスタ側がRTUに要求しないと情報が送信されないようになっている。古くからあるSCADAプロトコルとしては、Modbus、RP-570、Profibus、Conitel などがある。これらはいずれもベンダー固有の通信プロトコルである。標準プロトコルとしては、IEC 60870-5-101 または 104、IEC 61850、DNP3 がある。これらは主要な業者の多くが採用している。これらのプロトコルの多くは、拡張としてTCP/IP上での運用が可能になっている。セキュリティを考慮して、SCADAシステムはインターネットに接続しないことが多い。
標準規格は後から生まれたものであるため、それまでに様々な制御プロトコルが考案され、使われてきた。また、ベンダロックインを意図して独自プロトコルを作った例もある。
最近では、異なるハードウェアやソフトウェア間の通信手法としてOLE for Process Control (OPC) が広く採用されつつあり、元々産業ネットワークに接続することを考慮していない機器との通信も可能にしている。

## 最近の傾向
PLCとHMI/SCADAソフトウェアは統合される傾向にある。1990年代中ごろ、データ収集装置は RS-485のような物理キャリア上の独自プロトコルを使って通信するものが多かった。特定ベンダーの製品を使っているユーザーは、何らかの変更を必要としたとき（システム拡張、性能向上など）、選択肢があまりないことに気づかされる。そのような問題を緩和するべく、IEC870-5-101/104やDNP 3.0といったオープンな通信プロトコルの採用が広がっていった。オープンアーキテクチャのSCADAシステムは、複数ベンダーの製品を組み合わせることができ、単一ベンダーに制限されている場合よりも良いソリューションを開発できる可能性がある。
1990年代末には、個々のI/O装置製造業者にもオープン化の流れが広まった。2000年までに多くのI/Oメーカーが Modicon MODBUS over TCP/IP のようなオープンなインタフェースを採用するようになった。
SCADAシステムは、ネットワーク技術の標準化と共に進化してきた。イーサネットとTCP/IPに基づくプロトコルは、古い独自規格を置換しつつある。一部の分野ではイーサネットの採用は限定的だが、市場の大部分はHMI/SCADAにイーサネットによるネットワークを採用した。
OPC-UA、Wonderware の Archestra、Rockwell Automation の FactoryTalk などの次世代プロトコルは、XML、Webサービスなどの最新Web技術を生かしたものとなっている。
ソフトウェア業界でSoftware as a Service (SaaS) の考え方が生まれ、インターネット上の遠隔プラットフォーム上でSCADAシステムのホスティングをするベンダーが出現している（PI system、PumpView、MultiTrodeなど）。これは、ユーザーがシステムをインストールして設定する必要を無くすもので、インターネット技術として既にあるVPNやSSLといったセキュリティ機能を利用する。しかし、セキュリティ、信頼性、レイテンシを問題視する向きもある。
SCADAシステムは益々遍在するようになっている。シンクライアント、Webポータル、Webベースの製品が主要なベンダーで一般化しつつある。遠隔からプロセスを監視でき、便利にはなったが、セキュリティ上の懸念も増大している。

## セキュリティ問題
独自技術からより標準的でオープンな方式に移行することで、SCADAシステムはオフィスのネットワークやインターネットとの接続も増え、攻撃に対して脆弱になりつつある。結果として、サーバーテロ攻撃に対して無防備だと考えられるようになり、SCADAベースのシステムのセキュリティが問題視されるようになった。
特に、以下のような点が懸念されている。
- 設計上、セキュリティや認証が考慮されていない。また、既存のSCADAネットワークでは運用上もセキュリティが考慮されていないことが多い。
- SCADAシステムは一般に馴染みがない技術なので、特殊なプロトコルやインタフェースを使っているから安全だという間違った信念を持っていることがある。
- SCADAシステムは物理的に安全だという間違った信念を持っていることがある。
- SCADAシステムはインターネットとは接続されていないので安全だという間違った信念を持っていることがある。

SCADAシステムの多くは重要な設備で使われているため、攻撃を受けた場合、多大な経済的損失や人命の危険を生じる可能性がある。このような懸念から、重要な設備にSCADAよりも安全なアーキテクチャを採用するという動きが生じるかどうかはまだ不明である。最近では、Byres Security, Inc.、Industrial Defender Inc.、チェック・ポイント・ソフトウェア・テクノロジーズ、Innominate、N-Dimension Solutions といった複数のセキュリティベンダーが、TCP/IPベースのSCADAネットワークのためのファイアウォールやVPNを開発することで、こういった問題に対処を開始している。
また、ISA Security Compliance Institute (ISCI) は早ければ2009年にもSCADAセキュリティテストを策定開始する予定である。ベンダーによるセキュリティ認証は既に2007年ごろから行われている。最終的にはISA SP99 WG4が標準化を行う予定だが、完成するのは2011年以降になる。

## 国産SCADA
- 国産SCADAソフトウェア　JoyWatcherSuite
- FA-Panel6
- 計測監視制御ソフトウェアCraftPad
- SCADA/HMI開発用ソフトウェア「看太郎」
- IoT対応遠隔監視プラットフォーム「MitaMon®」
- 現場力アップ支援システム「PlantPAD」
- IEC 60870-5-101 - RTU Server and Client Simulator, Windows, Linux Development SDK
- IEC 60870-5-104 RTU Server and Client Master Simulator, Windows, Linux Development SDK